# Wieliczka
Wieliczka (česky Velička, zastarale Vělička) je město v jižním Polsku v Malopolském vojvodství, sídlo stejnojmenného okresu. Leží přibližně 11 kilometrů jihovýchodně od Krakova. Městská práva udělil osadě roku 1290 král Přemysl II Velkopolský. V letech 1975–1998 město náleželo do Krakovského vojvodství. V roce 2024 zde žilo 28 173 obyvatel.
Pod městem se nachází Solný důl Wieliczka – jeden ze světově nejstarších stále pracujících solných dolů (nejstarší je v městě Bochnia, 20 km od Wieliczky), který je používán od prehistorických dob.

## Etymologie
Latinský výraz Magnum Sal (Velká sůl, pol. Wielka Sól), z něhož je odvozen současný název města, pochází z listu papežského legáta Jiljí z let 1123–1125. Během následujících staletí se název měnil až do dnešní podoby – Wieliczka.

## Demografie
Statistika k 30. červnu 2020.
|                               | Celkem | Celkem | Ženy   | Ženy | Muži   | Muži |
| ----------------------------- | ------ | ------ | ------ | ---- | ------ | ---- |
|                               | osob   | %      | osob   | %    | osob   | %    |
| Populace                      | 21 676 | 100    | 11 319 | 52,2 | 10 375 | 47,8 |
| Hustota zalidnění (obyv./km²) | 1 616  | 1 616  | 844    | 844  | 774    | 774  |

- Přirozený přírůstek obyvatelstva činil v r. 2004 1,8 %.

## Partnerská města
- Bergkamen, Německo (1995)
- Litovel, Česko (2005)[3]
- Sesto Fiorentino, Itálie (2003)
- Saint-Andre-lez-Lille, Francie (1996)